# صنة (الطفة)
صنة هي إحدى قرى عزلة صنة بمديرية الطفة التابعة لمحافظة البيضاء، بلغ تعداد سكانها 342 نسمة حسب تعداد اليمن لعام 2004.